# Nights Out
Albums de Metronomy
Pip Paine (Pay The £5000 You Owe)
(2006) The English Riviera
(2011)
Singles
1. Radio Ladio
Sortie : novembre 2007
2. My Heart Rate Rapid
Sortie : avril 2008
3. Holiday
Sortie : juillet 2008
4. Heartbreaker
Sortie : août 2008
5. A Thing For Me
Sortie : 2008

Nights Out est le deuxième album du groupe britannique de musique électronique Metronomy, qui est sorti en septembre 2008 chez Because Music en Grande-Bretagne.

## Réalisation
Joseph Mount a écrit et enregistré la plupart de l'album lui-même mais Gabriel et Oscar "jouent à certains moments sur quelques morceaux ce qui a conduit au groupe Metronomy."
La pochette a été dessinée par l'artiste Philip Castle. L'album, qui n'est pas distribué officiellement en Amérique du Nord, le groupe n'ayant pas de label nord-américain, a été placé numéro 6 dans le classement de NME dans la catégorie des meilleurs albums de 2008.
En 2018, pour fêter les 10 ans de l'album, celui-ci est réédité avec plusieurs inédits

## Singles
- "Radio Ladio" - (novembre 2007) - Need Now Future Records
- "My Heart Rate Rapid" - (avril 2008) - Because Music
- "Holiday" - (juillet 2008) - Because Music
- "Heartbreaker vs. Holiday" - (août 2008) - Because Music, Need Now Future Records
- "A Thing For Me" (2008)
- "Radio Ladio" (Réédition) (2009)

## Réception critique
L'album reçoit globalement des critiques positives :
- Sensritique : 7,2 sur 10[3]
- Sound of violence : « Ce second effort joue ainsi la continuité, comme du Ratatat remixé par Simian Mobile Disco »[4]
- Goute mes disques : « derrière cette dizaine de vignettes flairant bon l'insouciance et la déconne la plus complète se cachent en fait le travail d'un véritable stakhanoviste de chambre qui, après un début de carrière pour le moins poussif, laisse enfin parler la poudre synthétique. Attention aux dégâts. »[5]